# بروس لوك
بروس لوك (بالإنجليزية: Bruce Locke)‏ هو ممثل أمريكي، ولد في 3 ديسمبر 1973 في الولايات المتحدة.

## وصلات خارجية
- بروس لوك على موقع IMDb (الإنجليزية)
- بروس لوك على موقع قاعدة بيانات الفيلم (الإنجليزية)